# Fluorure de thiothionyle
Le fluorure de thiothionyle est un composé chimique de formule S=SF2. Il s'agit d'un gaz incolore qui se décompose en soufre et tétrafluorure de soufre SF4 à températures et pressions élevées :
2 SSF2 → SF4 + 3 S.
Il se forme spontanément par isomérisation du difluorodisulfane FSSF à température ambiante. On peut également l'obtenir en faisant réagir du chlorure de soufre S2Cl2 avec du fluorure de potassium KF à 150 °C ou du fluorure de mercure(II) HgF2 à 20 °C, voire en faisant réagir du trifluorure d'azote NF3 avec du soufre :
S2Cl2 + 2 KF → SSF2 + 2 KCl.
NF3 + S → SSF2 + NSF.
Il réagit avec le fluorure d'hydrogène HF pour former du tétrafluorure de soufre SF4 et du sulfure d'hydrogène H2S :
SSF2 + 2 HF → SF4 + H2S.